# Ånnerödvattnet
Ånnerödvattnet är en sjö i Munkedals kommun i Bohuslän och ingår i Enningdalsälvens huvudavrinningsområde.